# Fra Chr. Michelsen til kronprins Olav og prinsesse Märtha
Fra Chr. Michelsen til kronprins Olav og prinsesse Märtha (også omtalt som Fra Christian Michelsen til kronprinsparret) er en norsk film fra 1929.
Filmen er en jubilæumsdvd som gennemgår Norges historie gennem 25 år i en film.
Filmen indeholder en nyindspillet version af Fiskerlivets farer, under titlen Et drama på havet. I filmen får man også en række historiske klip og se, helt tilbage fra dengang kongefamilien ankom til landet i 1905, naturbilleder, militærøvelser, Bjørnstjerne Bjørnson, Roald Amundsen og klip fra andre norske film som Himmeluret til brylluppet mellem kronprins Olav og prinsesse Märtha.